# العلم المركزي

الترتيب الجزئي للعلوم الذي اقترحه بالابان وكلاين.

يطلق على الكيمياء في الغالب اسم العِلْمُ المَرْكَزِي نظرًا لدورها في ربط العلوم الفيزيائية، والتي تشمل الكيمياء وعلوم الحياة والعلوم الصيدلانية والعلوم التطبيقية مثل الطب والهندسة. تعد طبيعة هذه العلاقة أحد الموضوعات الرئيسية في فلسفة الكيمياء وفي الساينتومترك. اشتهرت العبارة باستخدامها في كتاب مدرسي بقلم ثيودور إل. براون وه. يوجين ليماي بعنوان الكيمياء: العلم المركزي، والذي نُشر لأول مرة في عام 1977، مع الإصدار الخامس عشر الذي نُشر في عام 2021.
يمكن رؤية الدور المركزي للكيمياء في التصنيف المنهجي والتسلسل الهرمي للعلوم بواسطة أوغست كونت. يوفر كل تخصص إطارًا أكثر عمومية للمنطقة التي يسبقها (الرياضيات ← علم الفلك ← الفيزياء ← الكيمياء ← علم الأحياء ← العلوم الاجتماعية). اقترح بالابان وكلاين مؤخرًا رسمًا بيانيًا يوضح الترتيب الجزئي للعلوم حيث يمكن مناقشة الكيمياء على أنها "العلم المركزي" لأنها توفر درجة كبيرة من التفرع. في تكوين هذه الوصلات، لا يمكن اختزال الحقل السفلي بالكامل إلى الأعلى. من المعروف أن الحقول الدنيا تمتلك أفكارًا ومفاهيم مولدة غير موجودة في مجالات العلوم العليا.
وهكذا فإن الكيمياء مبنية على فهم قوانين الفيزياء التي تحكم الجسيمات مثل الذرات، والبروتونات، والنيوترونات، والإلكترونات، والديناميكا الحرارية، وما إلى ذلك، على الرغم من أنه ثبت أنه لم "تختزل بالكامل لميكانيكا الكم". تنبثق مفاهيم مثل دورية العناصر والروابط الكيميائية في الكيمياء من حيث أنها أكثر من القوى الأساسية التي تحددها الفيزياء.
بالطريقة نفسها، لا يمكن اختزال علم الأحياء بالكامل في الكيمياء، على الرغم من أن الآلية المسؤولة عن الحياة تتكون من جزيئات. على سبيل المثال، يمكن وصف آلية التطور بمصطلحات الكيمياء من خلال فهم أنها طفرة في ترتيب أزواج القواعد الجينية في الحمض النووي للكائن الحي. ومع ذلك، لا يمكن للكيمياء أن تصف العملية بشكل كامل لأنها لا تحتوي على مفاهيم مثل الاصطفاء الطبيعي المسؤولة عن قيادة التطور. تعتبر الكيمياء أساسية في علم الأحياء لأنها توفر منهجية لدراسة وفهم الجزيئات التي تتكون منها الخلايا.
تتشكل الروابط التي تصنعها الكيمياء من خلال تخصصات فرعية متنوعة تستخدم مفاهيم من تخصصات علمية متعددة. هناك حاجة إلى الكيمياء والفيزياء في مجالات الكيمياء الفيزيائية والكيمياء النووية والكيمياء النظرية. تتقاطع الكيمياء وعلم الأحياء في مجالات الكيمياء الحيوية، والكيمياء الدوائية، وعلم الأحياء الجزيئي، والبيولوجيا الكيميائية، وعلم الوراثة الجزيئي، والكيمياء المناعية. تتقاطع الكيمياء وعلوم الأرض في مجالات مثل الجيوكيمياء والهيدرولوجيا.